# Microsynotaxus
Microsynotaxus is een geslacht van spinnen uit de familie van de Synotaxidae.

## Soorten
- Microsynotaxus calliope Wunderlich, 2008
- Microsynotaxus insolens Wunderlich, 2008